# Pongrac (ime)
Pongrac je moško osebno ime.

## Izvor imena
Ime Pongrac je izpeljanka iz imena Pankracij.

## Pogostost imena
- Leta 1994 so bili v Sloveniji po podatkih iz knjige Leksikon imen Janeza Kebra 4 nosilci tega imena.
- Po podatkih Statističnega urada Republike Slovenije je bilo na dan 31. decembra 2007 v Sloveniji število moških oseb z imenom Pongrac manjše kot 5 ali pa to ime sploh ni bilo uporabljeno.[2]

## Imena krajev
V Sloveniji je en kraj ki se imenuje Pongrac.